# Gemba Fujita
Gemba Fujita (Japans: 藤田玄播, Fujita Gemba) (Tokio, 4 januari 1937 – 30 januari 2013) was een Japans componist, muziekpedagoog en dirigent.

## Levensloop
Als klein jongetje kreeg hij al muziekles. Hij studeerde muziek in Tokio. Als componist heeft hij thema's uit traditionele muziek uit Japan op westelijk symfonische manier verwerkt. Zijn composities voor harmonieorkest werden door het befaamde Tokio Kosei Wind Orchestra op cd uitgebracht en zijn op deze manier ook buiten Japan bekend geworden. Ook heeft hij talrijke werken van grote meesters voor harmonieorkest bewerkt, onder andere La Mer - Trois Esquisses symphoniques van Claude Debussy, Rhapsody van Yuzo Toyama, Pini di Roma van Ottorino Respighi, Symphonie fantastique, episode de la vie d'un artist van Hector Berlioz en andere werken meer.
Aan de Tokyo National University of Fine Arts and Music is hij professor voor het vak compositie.
Hij is ook een veelgevraagd gastdirigent in binnen- en buitenland, onder andere bij het Tokio Kosei Wind Orchestra.

## Composities

### Werken voor harmonieorkest
- 1978 Lamentations of the Archangel Michael
- 1987 Folk Song of Hyuga  in opdracht voor de 9e Conference van de World Association for Symphonic Bands and Ensembles 1987 in Boston, Verenigde Staten
- Canzone
- Concert, voor hoorn en harmonieorkest
- Concert March "Take Off" (samen met: Tomohiro Tatebe)
- Childhood Memories
- Dance
- Early Japanese Christianity, ouverture
- Fanfare "Celebration of Etenraku"
- Graceful March
- Japanese Folk Song "Itsuki no Komoriuta"
- Overture, "Kirishitan no Jidai"
- Prayer to the Peaceful World
- "Rhapsodie" For Wind Orchestra
- World-destroying Conflagration, suite

- Bibliothèque nationale de France: cb140102563 (data)
- International Standard Name Identifier: 0000 0000 0333 4453
- Virtual International Authority File: 315172531